# Tarocystis antiqua
Tarocystis antiqua är en snäckart som först beskrevs av Nils Hjalmar Odhner 1917.  Tarocystis antiqua ingår i släktet Tarocystis och familjen Helicarionidae. Inga underarter finns listade i Catalogue of Life.